# Dermsdorf
Dermsdorf is een plaats in de Duitse gemeente Kölleda, deelstaat Thüringen.

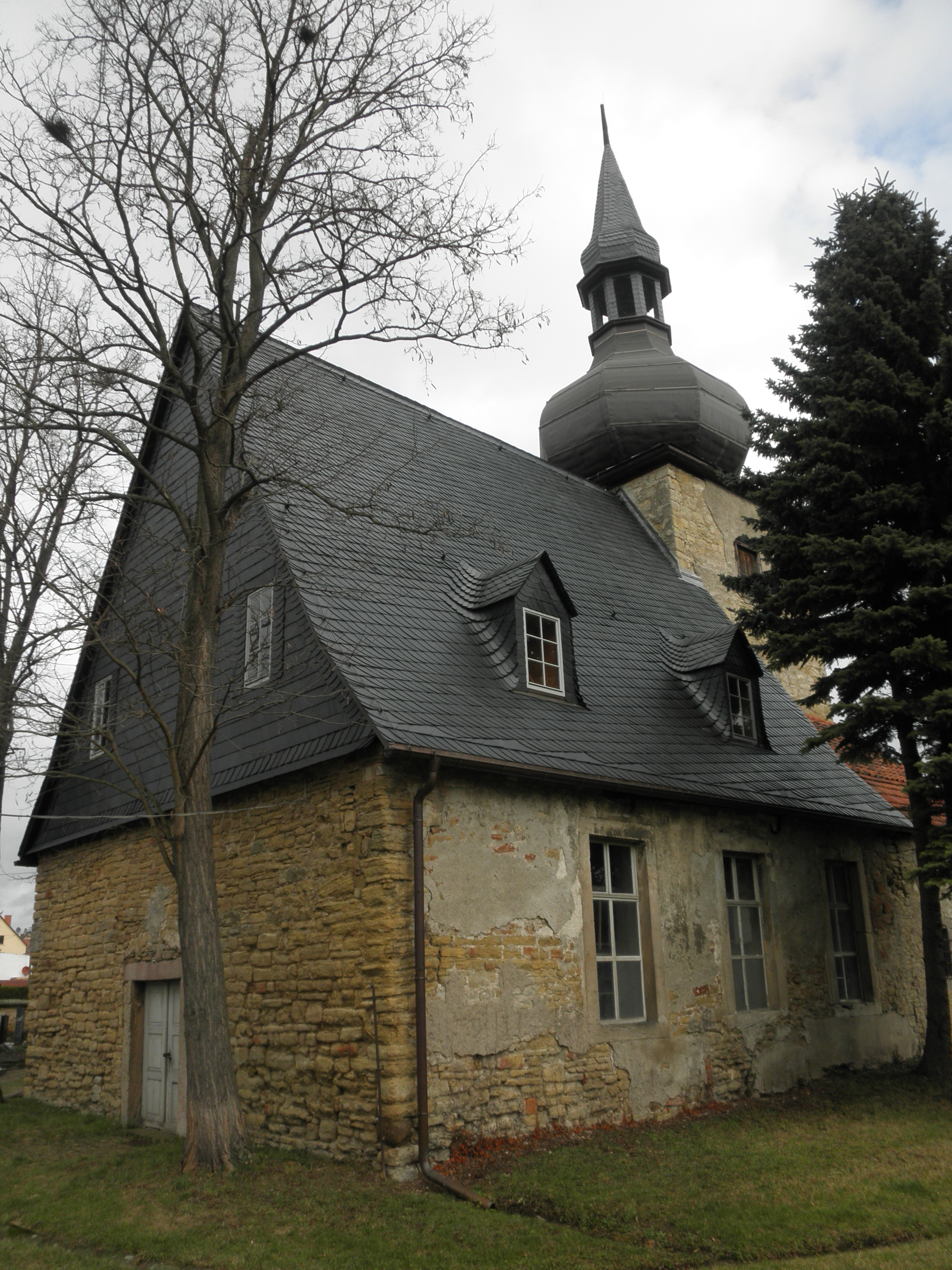
Kerk